# Al Nath
Al Nath (beta Tauri) is een heldere ster in het sterrenbeeld Stier (Taurus).
De ster staat ook bekend als Alnath, El Nath en Nath en maakt deel uit van de Pleiadengroep.

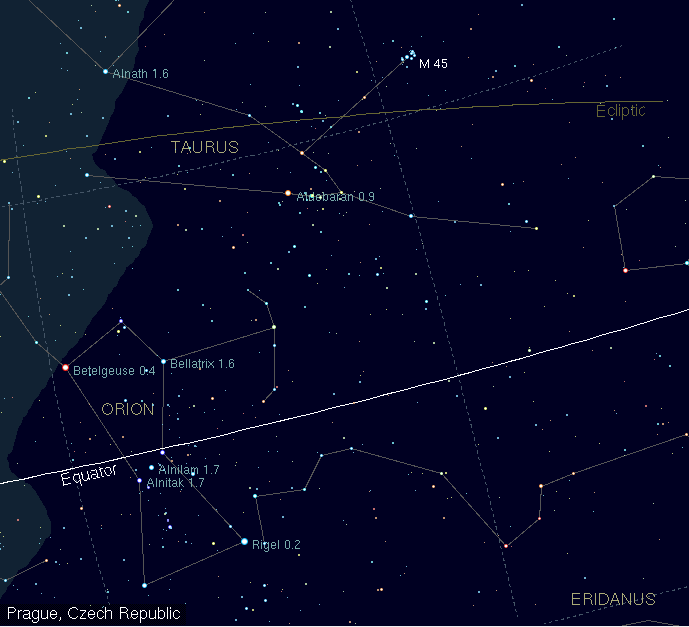
Locatie van Al Nath in het sterrenbeeld Stier

De ster ligt op de grens tussen de sterrenbeelden Stier en Voerman (Auriga) en heeft daarom ook wel de aanduiding gamma Aurigae gehad.